# اچ‌ام‌اس ماری رز (۱۹۱۵)
اچ‌ام‌اس ماری رز (۱۹۱۵) (به انگلیسی: HMS Mary Rose (1915)) یک کشتی بود که طول آن ۲۶۹ فوت (۸۲ متر) بود. این کشتی در سال ۱۹۱۵ ساخته شد.